# Elezioni comunali in Emilia-Romagna del 2015
Il 31 maggio 2015 (con ballottaggio il 14 giugno) in Emilia-Romagna si tennero le elezioni per il rinnovo di numerosi consigli comunali.

## Ferrara

### Bondeno
| Candidati e Liste                      | Voti  | %      | Seggi |
| -------------------------------------- | ----- | ------ | ----- |
| Fabio Bergamini                        | 4.436 | 58,79  | -     |
| Lega Nord                              | 1.997 | 27,02  | 5     |
| ...E Avanti!                           | 1.262 | 17,07  | 3     |
| Forza Italia                           | 531   | 7,18   | 1     |
| Uniti di Centro                        | 489   | 6,62   | 1     |
| Fratelli d'Italia - Alleanza Nazionale | 81    | 1,10   | -     |
| Massimo Sgarbi                         | 2.395 | 31,74  | 1     |
| Partito Democratico                    | 2.107 | 28,51  | 4     |
| Noi per Voi                            | 232   | 3,14   | -     |
| Luca Pancaldi                          | 714   | 9,46   | 1     |
| Lista Civica per Bondeno               | 692   | 9,36   | -     |
| Totale alle liste                      | 7.391 | 100,00 | 14    |
| TOTALE                                 | 7.545 | 100,00 | 16    |

## Ravenna

### Faenza
| Candidati e Liste                                                                   | Voti   | %       | Seggi |
| ----------------------------------------------------------------------------------- | ------ | ------- | ----- |
| Giovanni Malpezzi                                                                   | 11.528 | 45,01   | -     |
| Partito Democratico                                                                 | 9.054  | 36,07   | 12    |
| Insieme per Cambiare                                                                | 1.718  | 6,84    | 2     |
| La Tua Faenza                                                                       | 769    | 3,06    | 1     |
| Italia dei Valori                                                                   | 140    | 0,56    | -     |
| Gabriele Padovani                                                                   | 5.211  | 20,35   | 1     |
| Lega Nord                                                                           | 3.825  | 15,24   | 3     |
| Padovani Sindaco                                                                    | 1.094  | 4,36    | -     |
| Massimo Bosi                                                                        | 3.695  | 14,43   | 1     |
| Movimento 5 Stelle                                                                  | 3.530  | 14,06   | 2     |
| Edward Jan Necki                                                                    | 1.405  | 5,49    | 1     |
| L'Altra Faenza                                                                      | 1.353  | 5,39    | -     |
| Alessio Grillini                                                                    | 1.030  | 4,02    | -     |
| Io Faentino                                                                         | 978    | 3,90    | -     |
| Tiziano Cercola                                                                     | 1.018  | 3,97    | 1     |
| Forza Italia-Fratelli d'Italia - Alleanza Nazionale-Nuovo PSI-Popolari per l'Italia | 1.002  | 3,99    | -     |
| Mirco Santarelli                                                                    | 879    | 3,43    | -     |
| Forza Nuova                                                                         | 827    | 3,29    | -     |
| Claudia Berdondini                                                                  | 480    | 1,87    | -     |
| Comitato No Piano Sosta                                                             | 452    | 1,80    | -     |
| Emanuele Visani                                                                     | 365    | 1,43    | -     |
| Comitato Faventia                                                                   | 362    | 1,44    | -     |
| Totale alle liste                                                                   | 25.104 | 100,00  | 20    |
| TOTALE                                                                              | 25.611 | 100,00' | 24    |